# Slovanský pochod (Obruča)

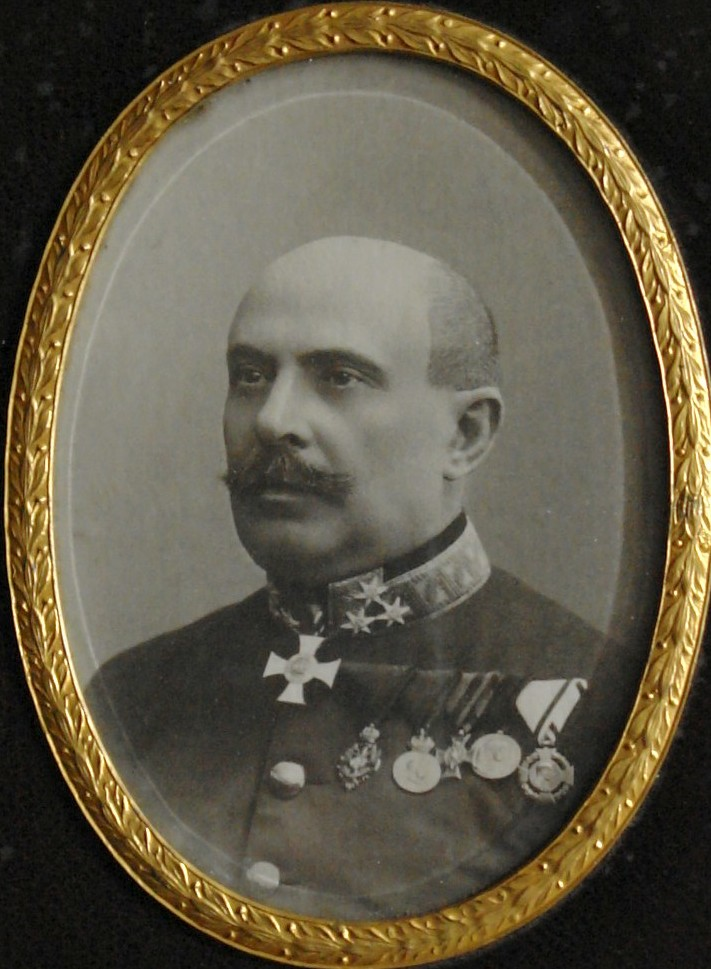
Rudolf Obruča jako kapelník rakousko-uherského 12. pěšího pluku

„Slovanský pochod“ (německy Slawischer-Marsch) je slavnostní vojenská pochodová skladba z roku 1901, kterou složil český kapelník Rudolf Obruča.

## Skladba
Pochod napsal Rudolf Obruča v době jeho služby u 12. pěšího pluku (K.u.k. Infanterie Regiment „Parmann“ Nr. 12) rakousko-uherské armády se sídlem v Komárně. Pochod složil poté, co byl v roce 1901 povolán k řízení hudby pluku, se kterou navštívil a sloužil u posádky v Trebinje v Bosně a Hercegovině. Prapory jeho pluku sídlili také ve Znojmě, v Sarajevu a ve Vojvodině. Díky jeho skladatelskému nadání byl poté v roce 1904 jmenován kapelníkem pluku a v roce 1905 vystudoval hudební teorii na konzervatoři ve Vídni. Za první světové války sloužil na ruské a italské frontě. Po roce 1918 se vrátil do vlasti a byl pověřen sestavením posádkové hudby Bratislava – později dostala číslo 1 a v roce 1920 se stala hudbou 23. československého pěšího pluku pod velením generála Josefa Beránka. Zde také působil u hudby bratislavského Sokola. Jeho pochody včetně jeho prvotin jako byl Slovanský pochod a Jugoslávská zora se poté staly populárnímimi zejména na Slovensku.

## Užívání
Skladba je dnes populární u lidových dechových kapel a je součástí repertoáru souborů tamburašů v Česku. Pochod také používá Armáda České republiky.